# Puntgevel

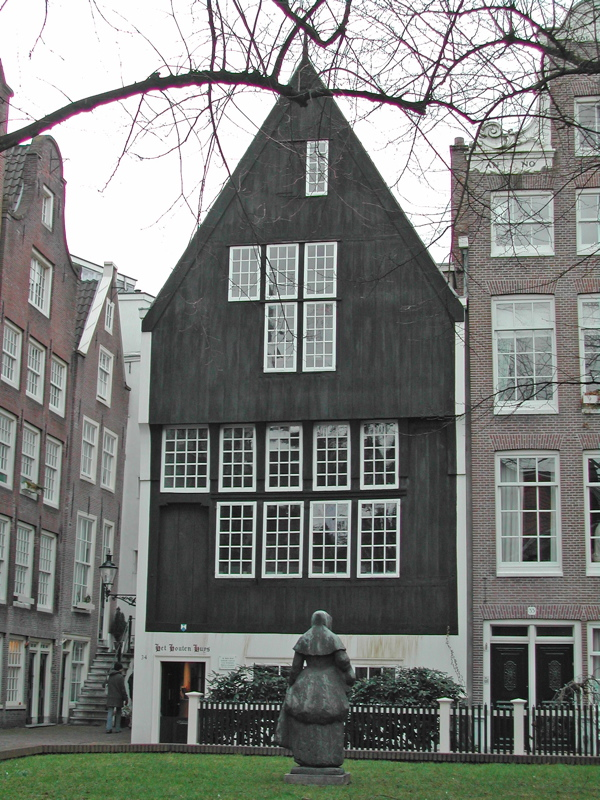
Het Houten Huis op het Begijnhof in Amsterdam. Hier is sprake van een houten puntgevel.

Een puntgevel is een gevel waarbij de top een driehoek vormt. Het is een van de oudste nog in gebruik zijnde geveltypen en werd vroeger vaak in hout uitgevoerd. Wanneer de punt uitloopt in een smalle rechthoekige hals, wordt dat als een speciaal type puntgevel beschouwd, de tuitgevel.
De puntgevel is het basistype van de topgevel en wordt gewoonlijk gecombineerd met een zadeldak, maar kan onder andere ook een schijngevel zijn. Torenspitsen rusten ook wel op puntgevels, met als bijzondere toepassing de achtkantige spits tussen vier topgevels.

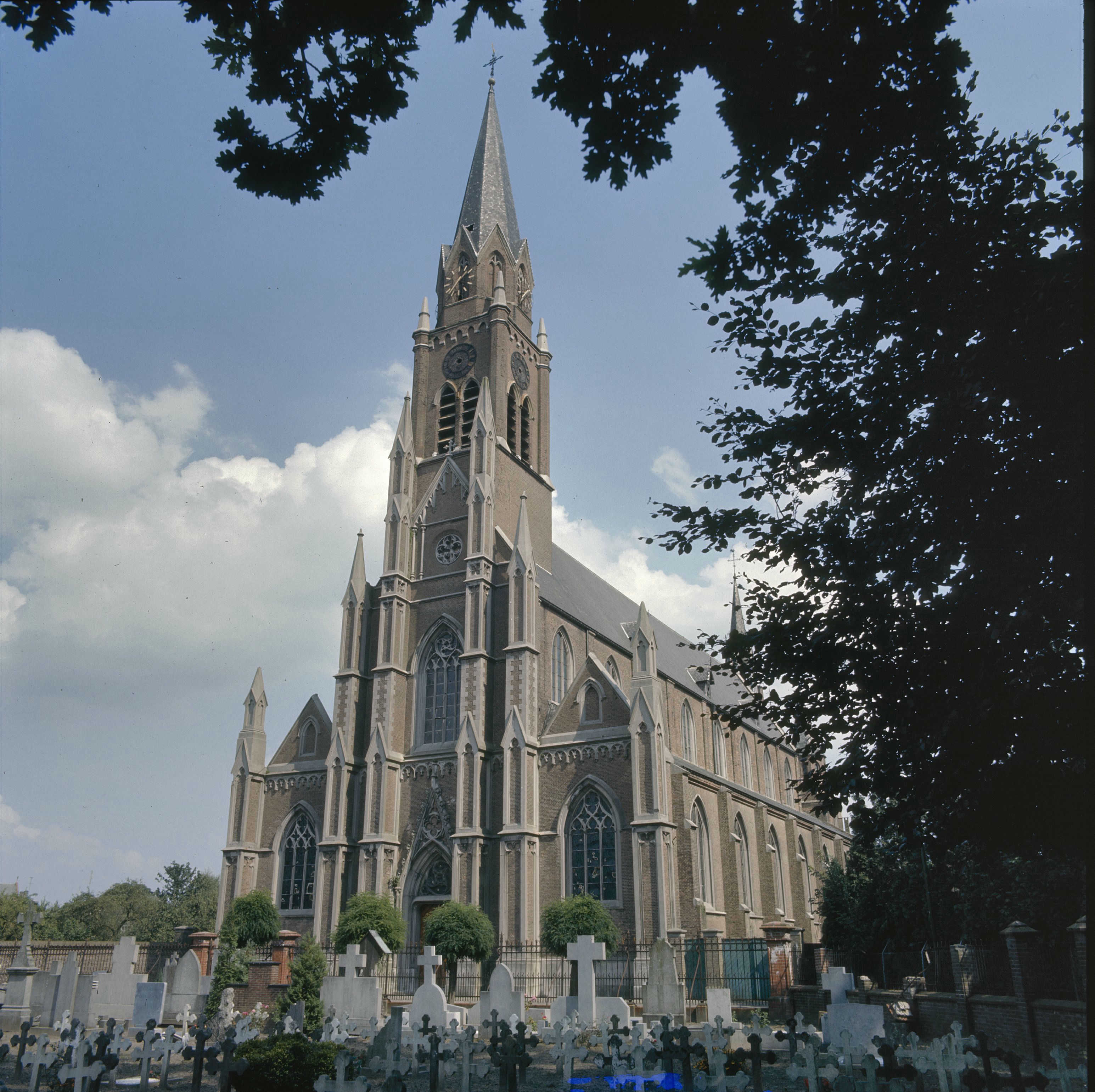
De Kerk van Sint-Jans Onthoofding te Gemert, met acht puntgevels rond de spits. De puntgevels aan de zijbeuken zijn schijngevels, waarachter lessenaardaken schuilgaan.